# غار کلک رو
غار کلک رو مربوط به دوران پارینه‌سنگی جدید است و در شهرستان رومشکان، بخش مرکزی، شهر چغابل واقع شده و این اثر در تاریخ ۲۸ اسفند ۱۳۸۵ با شمارهٔ ثبت ۱۸۴۸۲ به‌عنوان یکی از آثار ملی ایران به ثبت رسیده است.